# Kirchdorf, Mühldorf
Kirchdorf bei Haag là một đô thị thuộc huyện Mühldorf bang Bayern nước Đức